# Errouville
Errouville és un municipi francès situat al departament de Meurthe i Mosel·la i a la regió del Gran Est. L'any 2007 tenia 780 habitants.

## Demografia

### Població
El 2007 la població de fet d'Errouville era de 780 persones. Hi havia 290 famílies, de les quals 60 eren unipersonals (20 homes vivint sols i 40 dones vivint soles), 95 parelles sense fills, 119 parelles amb fills i 16 famílies monoparentals amb fills.
La població ha evolucionat segons el següent gràfic:
Habitants censats

### Habitatges
El 2007 hi havia 319 habitatges, 302 eren l'habitatge principal de la família, 6 eren segones residències i 11 estaven desocupats. 264 eren cases i 54 eren apartaments. Dels 302 habitatges principals, 239 estaven ocupats pels seus propietaris, 60 estaven llogats i ocupats pels llogaters i 3 estaven cedits a títol gratuït; 1 tenia una cambra, 14 en tenien dues, 45 en tenien tres, 98 en tenien quatre i 145 en tenien cinc o més. 233 habitatges disposaven pel capbaix d'una plaça de pàrquing. A 128 habitatges hi havia un automòbil i a 143 n'hi havia dos o més.

### Piràmide de població
La piràmide de població per edats i sexe el 2009 era:
| Homes | Edats   | Dones |
| ----- | ------- | ----- |
| 0     | 95 o +  | 0     |
| 0     | 90 a 94 | 0     |
| 0     | 85 a 89 | 4     |
| 0     | 80 a 84 | 0     |
| 4     | 75 a 79 | 12    |
| 32    | 70 a 74 | 16    |
| 8     | 65 a 69 | 12    |
| 24    | 60 a 64 | 20    |
| 24    | 55 a 59 | 24    |
| 16    | 50 a 54 | 20    |
| 40    | 45 a 49 | 52    |
| 24    | 40 a 44 | 20    |
| 24    | 35 a 39 | 20    |
| 28    | 30 a 34 | 28    |
| 32    | 25 a 29 | 32    |
| 32    | 20 a 24 | 24    |
| 24    | 15 a 19 | 40    |
| 24    | 10 a 14 | 16    |
| 12    | 5 a 9   | 20    |
| 36    | 0 a 4   | 4     |

## Economia
El 2007 la població en edat de treballar era de 508 persones, 360 eren actives i 148 eren inactives. De les 360 persones actives 323 estaven ocupades (191 homes i 132 dones) i 37 estaven aturades (17 homes i 20 dones). De les 148 persones inactives 27 estaven jubilades, 36 estaven estudiant i 85 estaven classificades com a «altres inactius».

### Ingressos
El 2009 a Errouville hi havia 298 unitats fiscals que integraven 742,5 persones, la mediana anual d'ingressos fiscals per persona era de 18.169 €.

### Activitats econòmiques
Dels 4 establiments que hi havia el 2007, 2 eren d'empreses de construcció i 2 d'empreses de comerç i reparació d'automòbils.
Dels 3 establiments de servei als particulars que hi havia el 2009, 1 era un taller de reparació d'automòbils i de material agrícola, 1 lampisteria i 1 agència immobiliària.

## Equipaments sanitaris i escolars
El 2009 hi havia una escola elemental.

## Poblacions més properes
El següent diagrama mostra les poblacions més properes.